# Martín Varsavsky

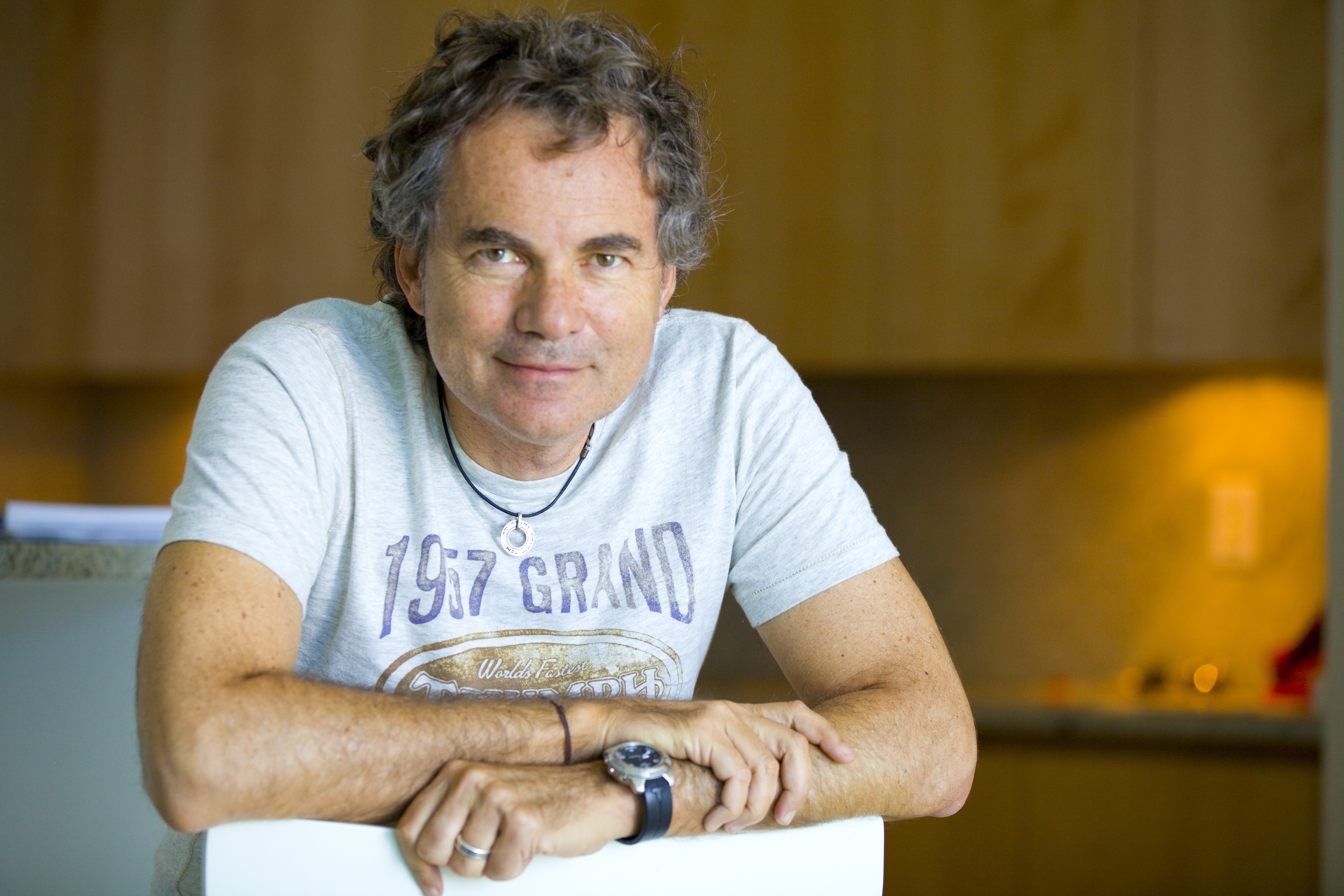
Martin Varsavsky (2011)

Martín Varsavsky (* 26. April 1960 in Buenos Aires) ist ein argentinischer Unternehmer. Er ist Geschäftsführer und Gründer von FON, einem WLAN-Unternehmen. Als Mehrfachgründer gründete er Unternehmen wie Viatel und das spanische Kommunikationsunternehmen Jazztel. Er eröffnete und unterstützte zudem zwei große Internet-Bildungsportale in Lateinamerika und ist Mitglied im Beirat der Clinton Foundation.

## Leben
Als Varsavsky 16 Jahre alt war, flüchtete seine Familie in die USA, nachdem sein Cousin, David Horacio Varsavsky, von den neuen Machthabern der argentinischen Militärdiktatur verschleppt worden war. Er erwarb den akademischen Grad eines Master of Arts für internationale Beziehungen an der New Yorker Universität und einen Master of Business Administration an der Columbia-Universität.
Varsavsky, der jüdischen Glaubens ist, ist verheiratet und hat sieben Kinder.

## Unternehmerische Aktivitäten
Noch als Student gründete er Urban Capital, ein Pionierunternehmen bei der Errichtung sogenannter Lofts in New York City.
1987 war er Mitbegründer der Medicorp Sciences, einer Biotechnologiefirma, die sich auf die Entwicklung von HIV-Tests spezialisierte.
1991 begab sich Varsavsky mit Viatel in den Telekommunikationssektor. Um teuren Ferngesprächspreisen auszuweichen, erfand sein Unternehmen das Callback-Verfahren. Viatel mauserte sich von einem kleinen Unternehmen mit dem ersten Call-back-Dienst in Colorado zu einem pan-europäischen Telekommunikationsnetz. Mit Geschäftssitz in London betrieb Viatel ein Glasfasernetz, welches über 50 strategisch wichtige Punkte in Westeuropa mit den größten Städten der US-Ostküste verband. 1994 ging Viatel an die Börse.
1998 zog sich Varsavsky aus Viatel zurück, um sich ganz seinem neuen Unternehmen Jazztel zu widmen. Innerhalb der nächsten beiden Jahre verkaufte er den größten Teil seiner Aktien von Viatel. Jazztel konzentrierte seine Anstrengungen auf die Entwicklung von Glasfasernetzen in Spanien und trat so direkter Wettbewerber gegen die staatlich dominierte Telefónica an.
1999 gründete er das Internet-Portal Ya.com, zeitweise Spaniens drittgrößte Internet-Website, gleichzeitig auch Internetserviceprovider. Zu Ya.com gehört auch Spaniens zweitgrößtes Online-Reisebüro, www.viajar.com. Ya.com gehörte zu 70 % Jazztel, zu 10 % Martin Varsavsky und zu 20 % den Mitarbeitern. Das Unternehmen wurde im Jahr 2000 an T-Online International verkauft.
2000 gründete er Einstein.net, ein Unternehmen mit Sitz in Deutschland, welches geschäftliche Software an Unternehmen vermieten sollte. Der Zugriff hierauf sollte über Breitbandanschlüsse erfolgen. Der Markt war für diese Idee aber offenbar noch nicht reif, so dass er sich 2003 mit erheblichen Verlusten aus diesem Geschäft zurückzog.
Seit 2005 konzentriert sich Varsavsky nun auf den Markt mit drahtlosen WLAN-Internetzugängen. Er gründete Fon mit Geschäftssitz in Madrid, ein Unternehmen in Community Form, das seinen Nutzern weltweit über WLAN Zugriff auf das Internet ermöglicht, und zwar entweder gegen Bezahlung oder gegen Bereitstellung eigener Bandbreite. Das Projekt erhält Unterstützung und finanzielle Förderung durch renommierte Namen wie Index Ventures, Sequoia Capital, eBay und Google.
Über die Zeit betätigte sich Varsavsky zudem als Investor bei verschiedenen Unternehmensgründungen, darunter zum Beispiel Netvibes, sevenload, Technorati, Vpod, Wikio und Xing.
Außerhalb des Telekommunikationssektors ist er im Bereich der erneuerbaren Energien Hauptinvestor der Windparks El Moralejo und Proesa. Des Weiteren ist er Eigentümer der Fashion Labels Sybilla und Jocomomola.
Martin Varsavsky ist Mitglied im Aufsichtsrat von Axel Springer SE. In dieser Funktion initiierte er im Dezember 2024 ein Meinungsstück von Elon Musk in der Welt am Sonntag, in der dieser eine Wahlempfehlung zugunsten der Alternative für Deutschland aussprach.

## Ehrungen und Auszeichnungen
- World Technology (2006)
- Pickering, Columbia University (2003)
- Spanish Entrepreneur of the Year, iBest (2000)
- Global Leader for Tomorrow, World Economic Forum (2000)
- European Entrepreneur of the Year, ECTA (1999)
- European Entrepreneur in Telecommunications (1998)
- Entrepreneur of the Year, New York City (1995)

## Andere Betätigungsfelder
Varsavskys Stiftung hat zwei Projekte initiiert: Zum einen Educ.ar, zum anderen EducarChile.cl, zwei bedeutende Bildungsportale für Lateinamerika.
Daneben war er zwischen 2001 und 2005 Botschafter seines Heimatlandes Argentinien. Er ist zugleich Begründer der Safe Democracy Foundation.